# Obermühle (Aachen)
Die Obermühle war eine oberschlächtige Wassermühle am Amstelbach in der Stadt Aachen in der nordrhein-westfälischen Städteregion Aachen im Regierungsbezirk Köln.

## Geographie
Die Obermühle hatte ihren Standort am Amstelbach an der Scherbstraße 171, im zu Aachen gehörenden Dorf Horbach. Sie lag auf einer Höhe von ca. 144 m über NN. Die Obermühle war die erste Mühle am Amstelbach, unterhalb hatte die Untermühle ihren Standort.

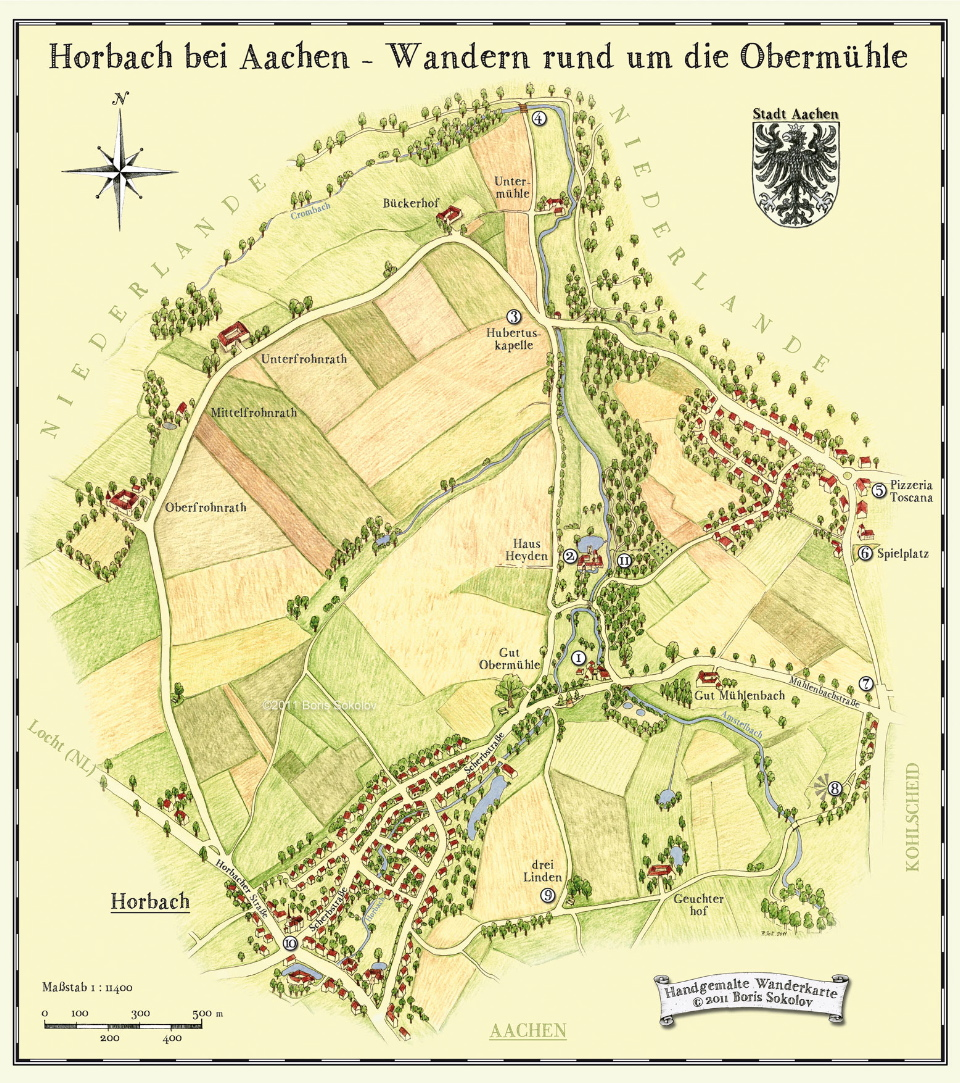
Wanderkarte rund um die Obermühle
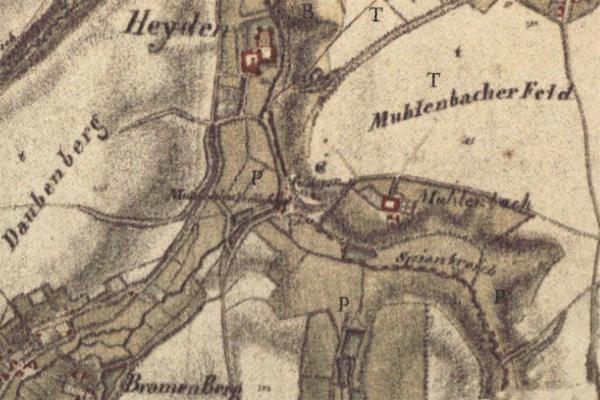
Obermühle auf der Tranchotkarte 1805/07
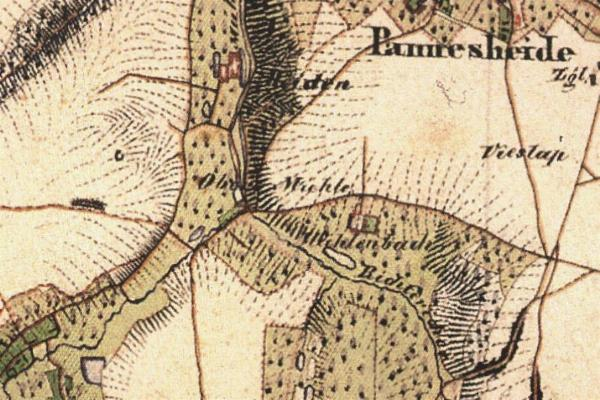
Die Obermühle auf der Uraufnahme 1846
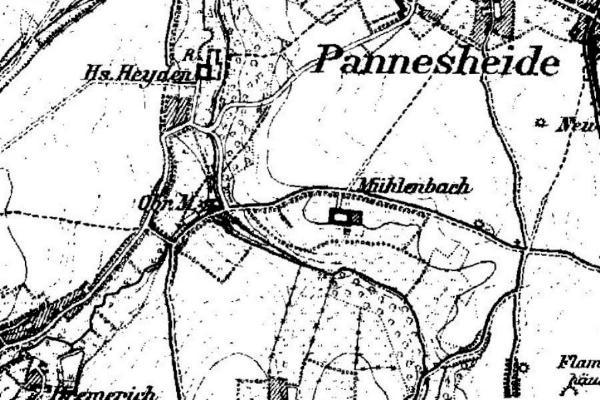
Die Obermühle auf der Neuaufnahme von 1892

## Gewässer
Der Amstelbach hat seine Quelle in der Nähe der Ortschaft Nierstein im Stadtbezirk Richterich in der Städteregion Aachen. Der Quellbereich liegt in einer Höhe von circa 183 m über NN. Der Bach mit einer Länge von 13,5 km fließt in nördlicher Richtung. Bei Pannesheide wird der Amstelbach kurzzeitig zum Grenzfluss zwischen Deutschland und den Niederlanden, um anschließend als Anselderbeek das Anstelvallei (Amsteltal) Kerkrades Grünzone zu durchqueren. Gegenüber dem Ortsteil Hofstadt mündet der Bach in einer Höhe von 98 m über NN in der Stadt Übach-Palenberg im Kreis Heinsberg in die Wurm. >

## Geschichte
Der Rittersitz Heyden wurde um 1300 von den Dynasten von dem Bongart erbaut. Ab 1361 war er Mittelpunkt und landesherrlicher Verwaltungssitz des „Heydener Ländchens“ einer jülich’scher Unterherrschaft. Einige hundert Meter entfernt stand die zugehörige Wassermühle die Obermühle mit einem oberschlächtigen Wasserrad, die 1241 die erste urkundliche Erwähnung hat. Die Mühle war als herrschaftliche Einrichtung eine Bannmühle für die Orte Richterich und Horbach. Der Mühle vorgelagert war ein großer Mühlenteich, in dem der Amstel- und Horbach umgeleitet wurden. Ab 1594 wurde die Mühle mehrmals verpachtet. Die Mühle arbeitete bis 1964 und wurde wegen Wassermangel stillgelegt. Heute dienen die Gebäude nach Umbauarbeiten zur Fort- und Weiterbildung.

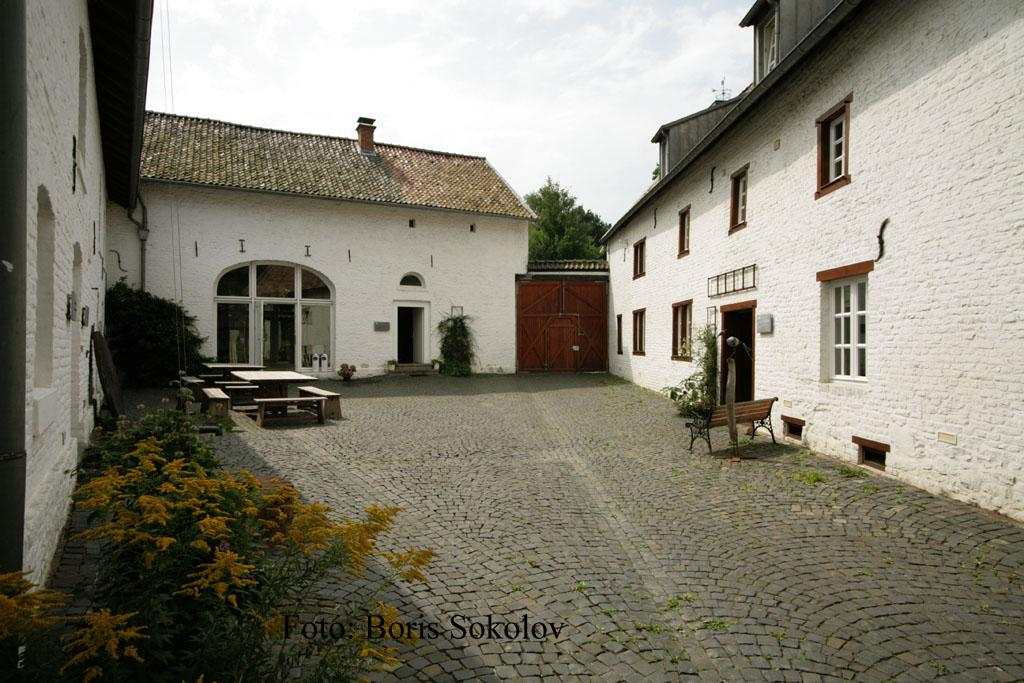
Der Innenhof der Obermühle
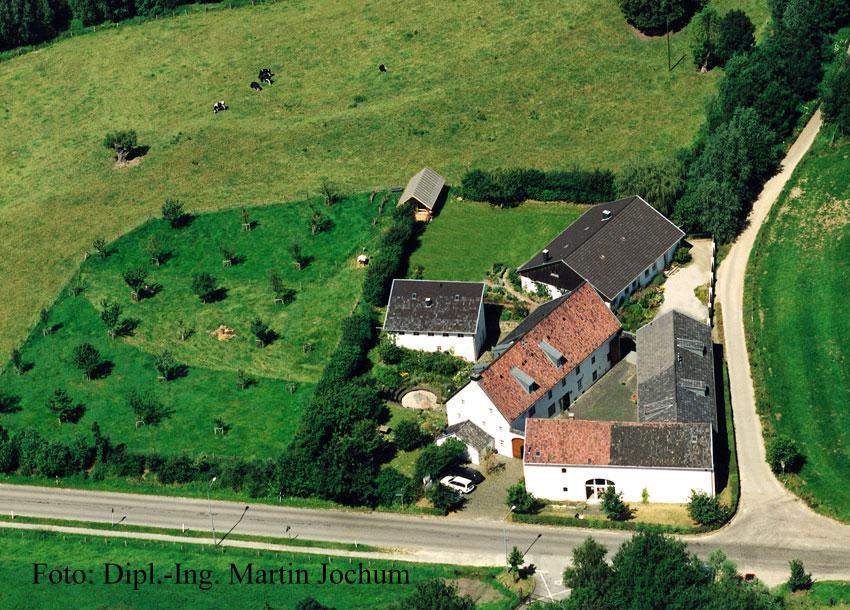
Luftbild der gesamten Hof- und Mühlenanlage
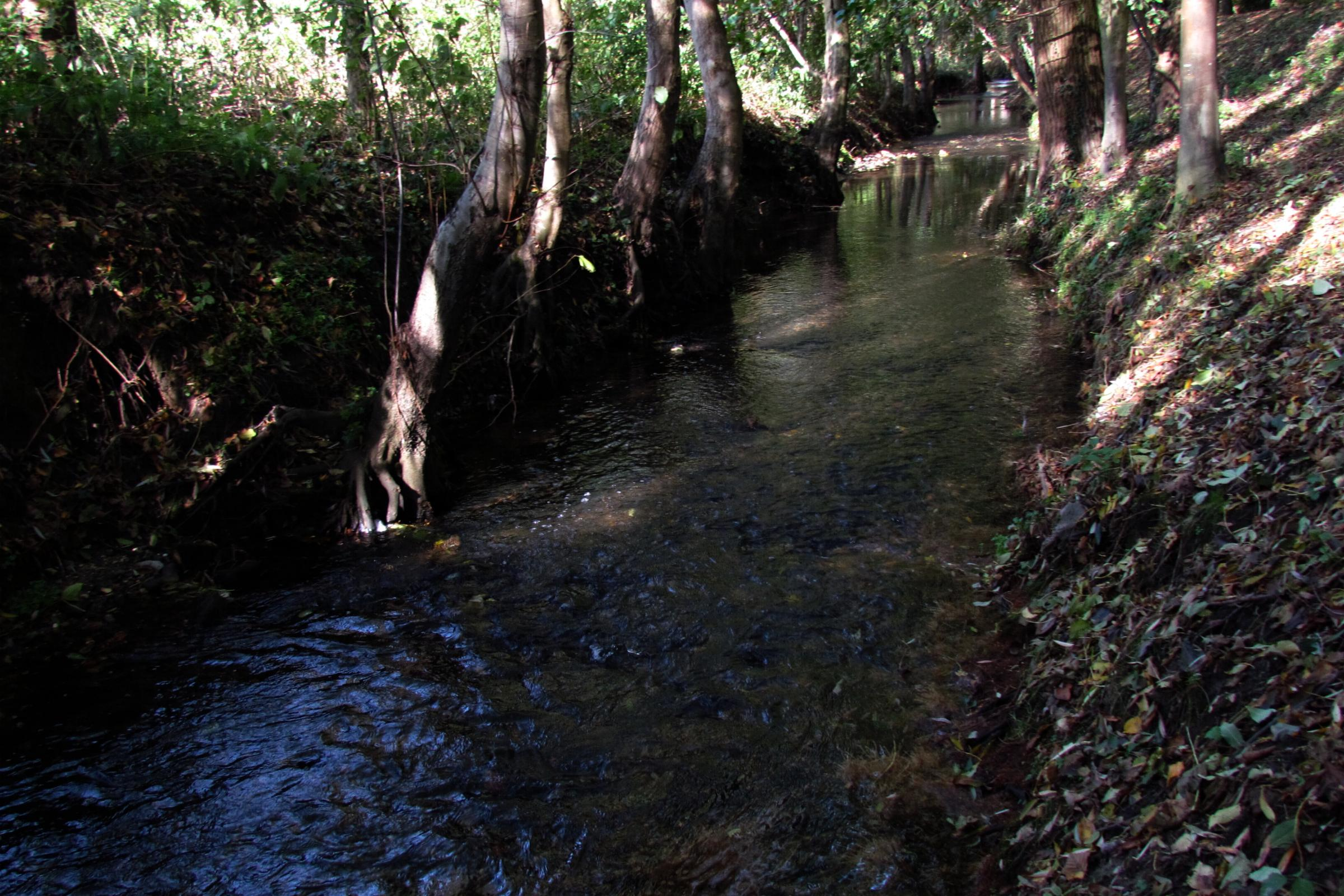
Der Amstelbach im Bereich der Obermühle
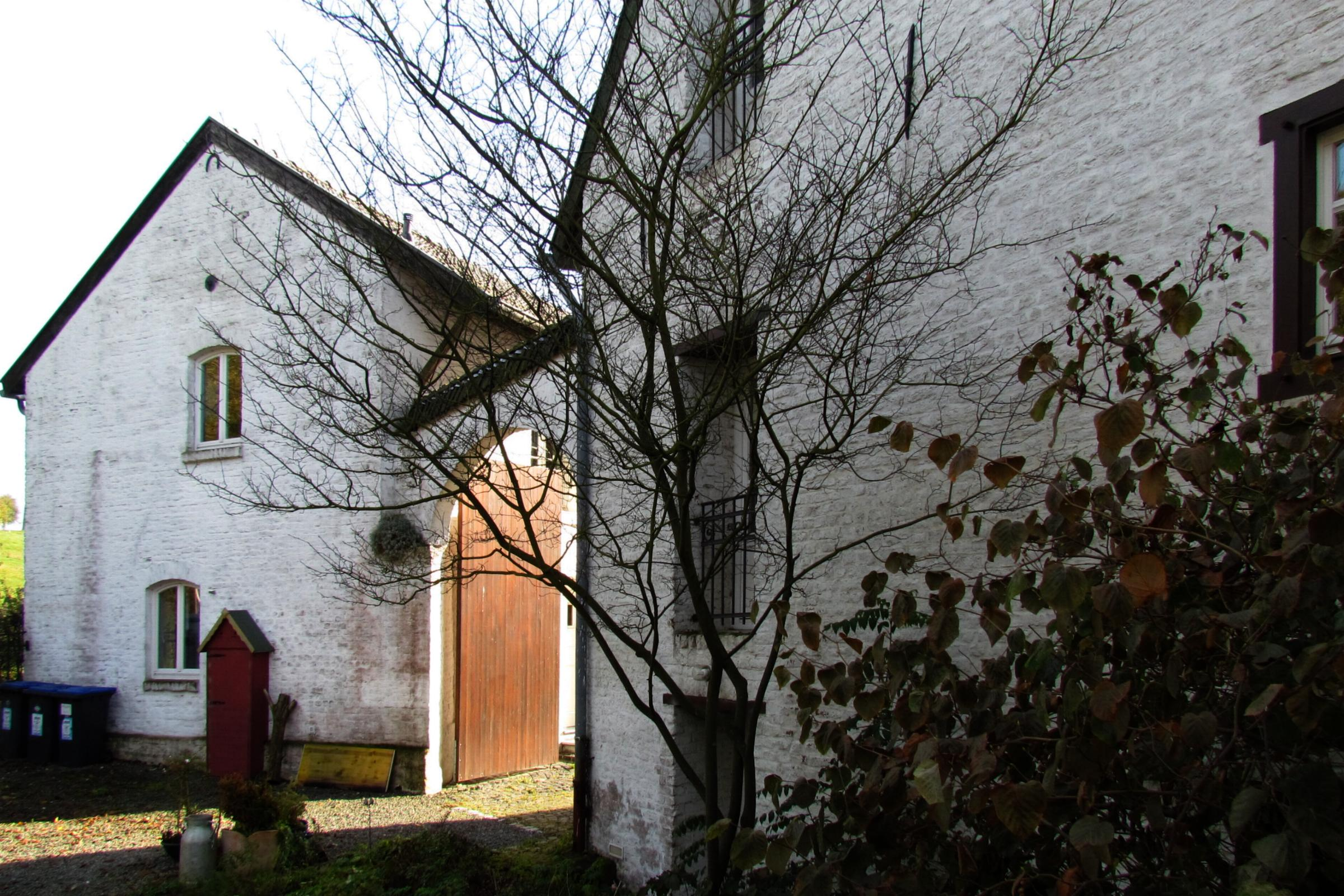
Rückwärtige Gebäude mit Hofeinfahrt
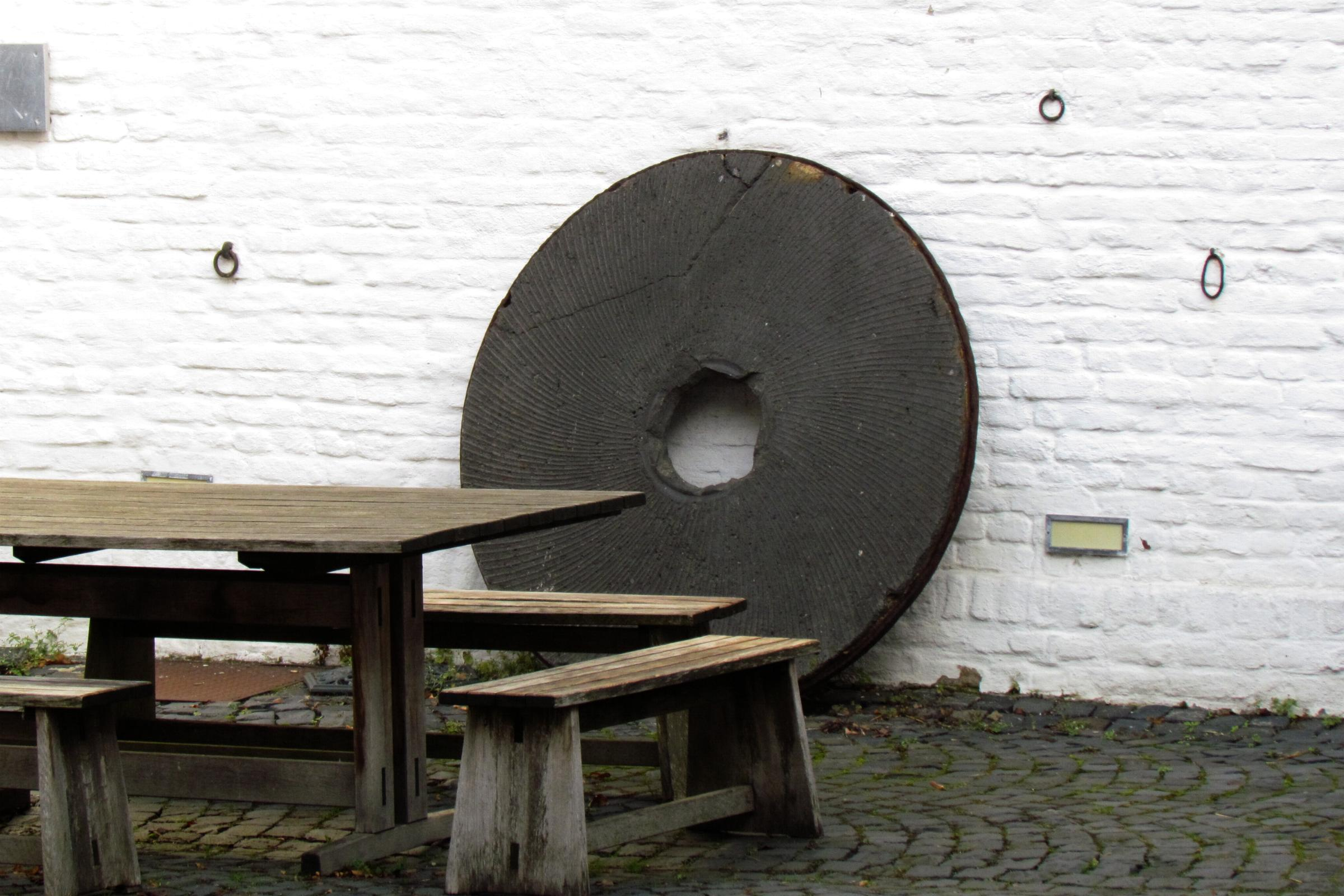
Mühlstein als Erinnerung an Alte Zeiten im Hofbereich
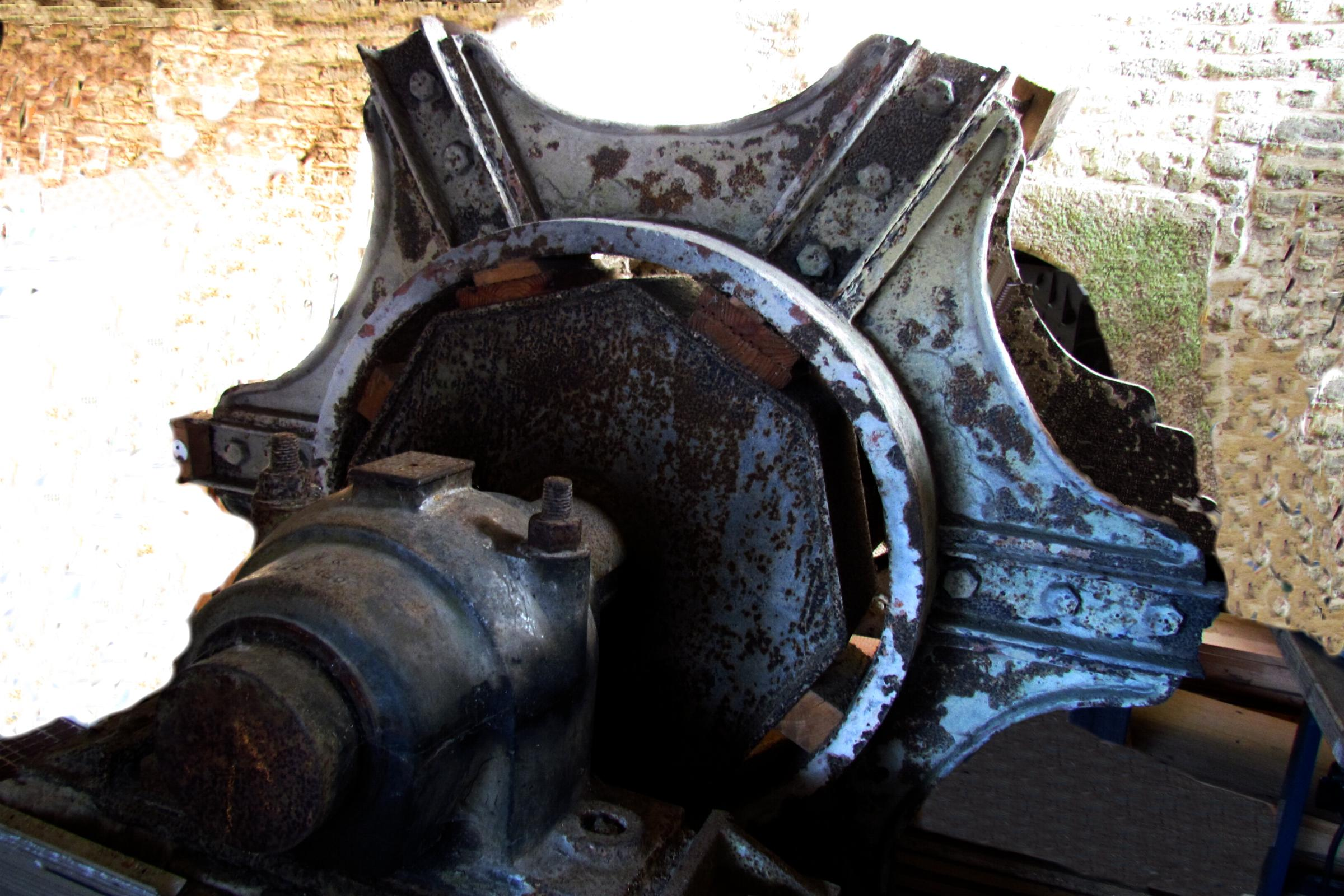
Noch vorhandene Radachse im Radhaus der Obermühle
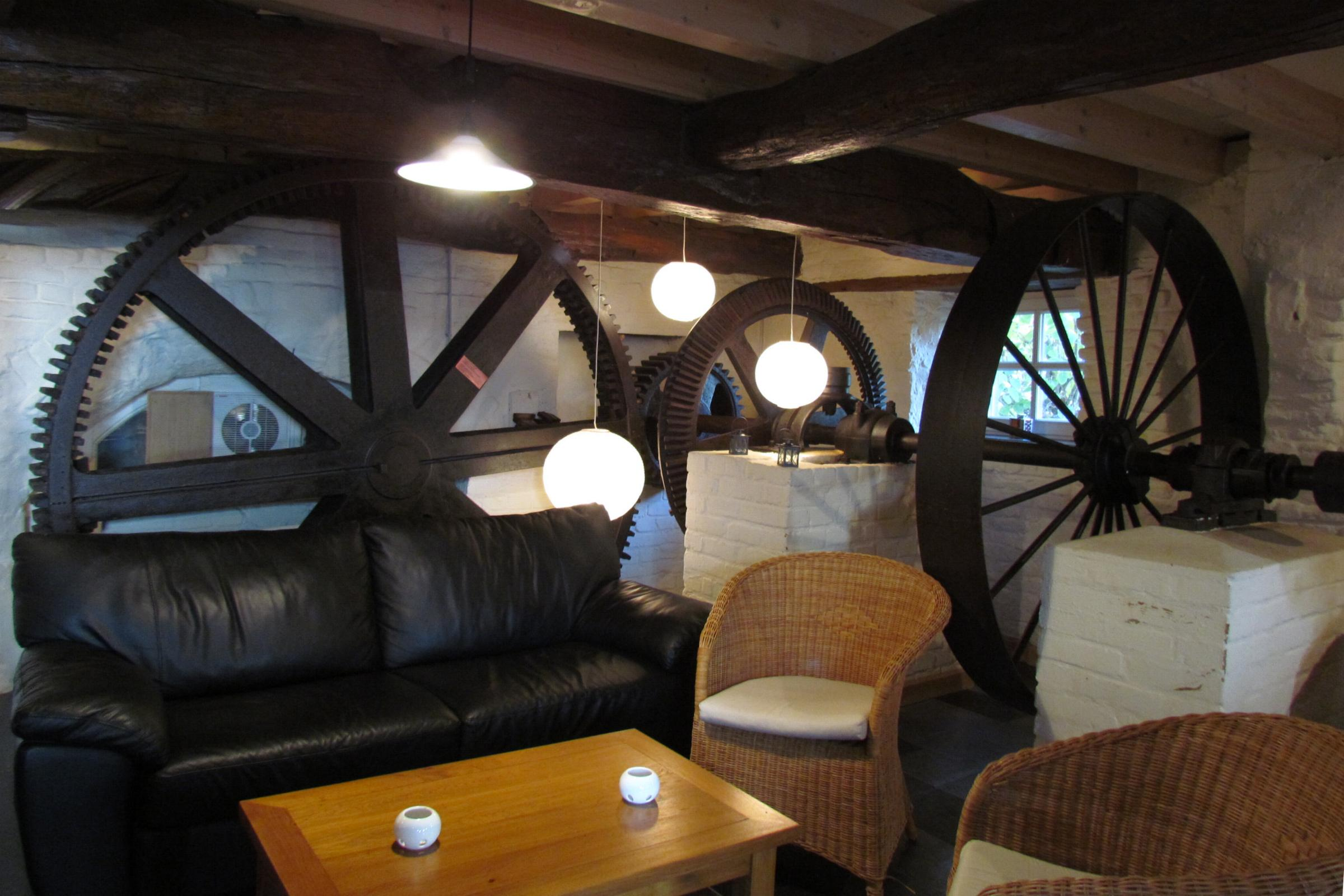
Das alte Räderwerk der Obermühle

## Denkmaleintrag
Gut Obermühle, Scherbstraße 171, bis 1964 Getreidemühle, heute Tagungshaus, 1986–1994 aufwendig restauriert.
→ Siehe auch Liste von Mühlen an der Wurm und ihren Zuflüssen